# Il magico numero sette, più o meno due
Il magico numero sette, più o meno due: alcuni limiti sulla nostra capacità di processare informazioni (The Magical Number Seven, Plus or Minus Two: Some Limits on Our Capacity for Processing Information) è uno dei più famosi e citati articoli di psicologia. Fu pubblicato nel 1956 dallo psicologo George Armitage Miller del Dipartimento di Psicologia dell'Università di Princeton negli Psycological Review. L'articolo apparentemente afferma che il numero di oggetti che una mente umana media può tenere in mente mentre è in funzione è 7 ± 2. Questa è conosciuta anche come la Legge di Miller.

## L'articolo di Miller
In questo articolo Miller discute in merito alla coincidenza tra il limite di una valutazione unidimensionale e i limiti della memoria a breve termine. In un compito di valutazione unidimensionale, ai soggetti sperimentali vengono presentati un numero di stimoli che variano in una dimensione (per esempio 10 toni differenti che variano solo in intensità) ed essi rispondono ad ogni stimolo con una precisa risposta, appresa precedentemente. La risposta è essenzialmente perfetta tra 5 o 6 stimoli, ma declina rapidamente quando il numero cresce.
Il compito può essere descritto come "trasmissione di informazioni": l'input consiste di uno tra n stimoli possibili, e l'output consiste di una tra n risposte. L'informazione contenuta nell'input può essere determinata dal numero di decisioni binarie che occorrono per arrivare allo stimolo, e lo stesso vale per la risposta. Perciò, la massima performance delle persone in una valutazione unidimensionale può essere caratterizzata come un canale di capacità di informazione di circa 2 o 3 bit, che corrisponde all'abilità di distinguere tra 4 e 8 alternative.
Successivamente Miller tratta il concetto "durata della memoria". Con questo termine si intende la più lunga lista di oggetti (per es. numeri, lettere, parole ecc.) che una persona può ricordare nel corretto ordine, subito dopo l'acquisizione, nel 50% delle prove. Miller osservò che la durata della memoria di un giovane adulto è di circa 7 oggetti. Egli si accorse che è approssimativamente lo stesso con stimoli con una vasta differenza in merito alla quantità di informazione. Per esempio le cifre binarie hanno un bit ciascuna; le cifre decimali 3.32 bit ognuna.
Lo psicologo concluse che la durata non era limitata in termini di bit, ma piuttosto in termini di "blocchi" (chunks). Un chunk è la più grande unità significativa nel materiale presentato che la persona riconosce, quindi ciò che conta come blocco dipende dalla conoscenza della persona sottoposta al test. Ad esempio, una parola è un singolo blocco per un oratore della lingua, ma consiste di molti chunks per qualcuno che non ha familiarità con la lingua e vede la parola come una raccolta di segmenti fonetici.
Miller riconosce che la corrispondenza tra i limiti del giudizio assoluto unidimensionale e quello della durata della memoria a breve termine è solo una coincidenza, perché solo il primo limite, non il secondo, può essere caratterizzato in termini teorico-informativi (cioè, approssimativamente, in un numero costante di bit). Pertanto, non c'è nulla di "magico" nel numero sette, e Miller usa l'espressione solo retoricamente. Tuttavia, l'idea di un "magico numero 7" ha ispirato molte teorie, rigorose e meno, sui limiti di capacità della cognizione umana. Il numero sette costituisce comunque un'euristica utile, e serve a ricordare che le liste che sono molto più lunghe diventano molto più difficili da ricordare e elaborare simultaneamente.

## Ricerche successive
Ricerche successive sulla memoria a breve termine e sulla memoria di lavoro hanno rivelato che la durata della memoria non è costante nemmeno se misurata in un numero di blocchi indipendenti. Il numero di blocchi che un essere umano può richiamare immediatamente dopo la presentazione dipende dalla categoria utilizzata (ad esempio, l'intervallo è circa sette per le cifre, circa sei per le lettere e circa cinque per le parole) e persino dalle caratteristiche delle sezioni all'interno di una categoria. La parcellizzazione è utilizzata dalla memoria a breve termine del cervello come metodo per mantenere accessibili gruppi di informazioni per un facile richiamo. Funziona soprattutto come etichettatura del nuovo materiale rispetto a quello con cui si è già familiarizzati: l'incorporazione di nuove informazioni in un'etichetta che è già ben provata nella propria memoria a lungo termine. Queste sezioni devono però memorizzare le informazioni in modo tale da poter essere poi smontate nei dati necessari. In generale, la capacità di memorizzazione dipende dalle informazioni che vengono memorizzate; ad esempio, lo durata è più bassa per parole lunghe che per parole brevi.
L'intervallo di memoria per i contenuti verbali (cifre, lettere, parole, ecc.) dipende strettamente dal tempo necessario per pronunciare i contenuti ad alta voce. Alcuni ricercatori hanno quindi proposto che la limitata capacità della memoria a breve termine per il materiale verbale non sia un "numero magico" ma piuttosto un "incantesimo magico". Alan Baddeley ha usato questo risultato per postulare che un componente del suo modello di memoria di lavoro, il loop fonologico, è capace di contenere circa 2 secondi di suono. Tuttavia, il limite della memoria a breve termine non può essere facilmente definito come un "incantesimo" costante, perché la durata della memoria dipende anche da altri fattori oltre alla durata della pronuncia; ad esempio, la durata dipende dallo stato lessicale dei contenuti (cioè, se i contenuti sono parole conosciute dalla persona o meno). Molti altri fattori influenzano anche la durata di ogni persona, e quindi è difficile definire la capacità della memoria a breve termine o di lavoro su un numero di blocchi. Ciononostante, Nelson Cowan ha proposto che la memoria di lavoro abbia una capacità di circa quattro blocchi nei giovani adulti (e meno nei bambini e negli anziani).
Eugen Tarnow ha scoperto che in un esperimento classico di Bennett Murdock, in genere sostenuto come supporto di un mantenimento in memoria di quattro elementi, non c'è in effetti alcuna prova per tale conclusione e quindi il "numero magico", almeno nell'esperimento Murdock, è uno. Altre importanti teorie sulla capacità di memoria a breve termine argomentano contro la misurazione della capacità in termini di un numero fisso di elementi.